# Nine Lives
Nine Lives – dwunasty album studyjny studyjny zespołu Aerosmith. Wydany 18 marca 1997.
Album w Polsce osiągnął status złotej płyty.

## Lista utworów
1. „Nine Lives” - 4:01
2. „Falling in Love (Is Hard on the Knees)” - 3:27
3. „Hole in My Soul” - 6:10
4. „Taste of India” - 5:53
5. „Full Circle” - 5:01
6. „Something's Gotta Give” - 3:38
7. „Ain't That a Bitch” - 5:24
8. „The Farm” - 4:27
9. „Crash” - 4:26
10. „Kiss Your Past Good-Bye” - 4:33
11. „Pink” - 3:54
12. „Falling Off” - 3:02
13. „Attitude Adjustment” - 3:45
14. „Fallen Angels” - 8:18